# Vaitogi
Vaitogi är en ort i Amerikanska Samoa (USA).   Den ligger i distriktet Västra distriktet, i den västra delen av landet, 10 km söder om huvudstaden Pago Pago. Vaitogi ligger 16 meter över havet och antalet invånare är 1 436.
Terrängen runt Vaitogi är platt åt sydväst, men norrut är den kuperad. Havet är nära Vaitogi åt sydost.  Närmaste större samhälle är Tāfuna, 3,0 km nordost om Vaitogi. 